# Joseph Herter
Joseph Anthony Herter (ur. 3 sierpnia 1945 w Detroit, zm. 12 grudnia 2019 w Warszawie) – polsko-amerykański dyrygent, pedagog muzyczny, propagator arcydzieł orkiestrowych i chóralnych.

## Życiorys
Joseph Herter urodził się 3 sierpnia 1945 roku w Detroit jako potomek polskiej rodziny osiadłej w Stanach Zjednoczonych. Ukończył studia muzyczne w Szkole Muzyki Uniwersytetu Michigan (The School of Music at the University of Michigan) w Ann Arbor, specjalizując się w pedagogice muzycznej. Dyrygenturę w Ann Arbor studiował u Elizabeth Green, Thomasa Hilbishema, Maynarda Kleina i Gustava Meiera. Studia w dziedzinie dyrygentury chóralnej kontynuował w Westminster Choir College u Roberta Shawa (1981) i w Instytucie Muzycznym w Berkshire w Tanglewood pod kierunkiem takich dyrygentów jak Seiji Ozawa i Kurt Masur (1984). Joseph Herter dwukrotnie był stypendystą Fundacji Kościuszkowskiej w Nowym Jorku. Podczas pierwszego stypendium prowadził badania nad polską muzyką chóralną, a podczas drugiego uczestniczył w seminarium dyrygenckim w Tanglewood. Przed przeprowadzeniem się do Polski, pracował jako dyrektor muzyczny w kilku kościołach rzymskokatolickich w Detroit, w tym w tzw. „starym” kościele św. Marii w centrum miasta. Przez kilka lat był także członkiem Archidiecezjalnej Komisji Ekumenicznej w Detroit. 
W 1974 Joseph Herter osiedlił się w Polsce, gdzie początkowo pracował jako nauczyciel i dyrektor muzyczny w Szkole Amerykańskiej w Warszawie (American School of Warsaw). Od czasów demokratycznych przemian w Polsce Herter miał podwójne obywatelstwo polskie i amerykańskie. 
Był gościnnym dyrygentem w Teatrze Wielkim i w Teatrze Polskiego Radia. Współpracował z wieloma orkiestrami w całej Polsce (m.in. z orkiestrami kameralnymi Torunia i Włocławka, Warszawską Grupą Perkusyjną, orkiestrami filharmonicznymi: Częstochowy, Jeleniej Góry, Kielc, Koszalina, Lublina, Łodzi, Olsztyna, Opola, Szczecina), dyrygował na wielu festiwalach muzycznych w Europie i Stanach Zjednoczonych. Z Orkiestrą Filharmonii Narodowej nagrał muzykę Krzesimira Dębskiego do filmu i serialu Alchemik. Był związany również z Teatrem Muzycznym ROMA i Teatrem Polskim w Warszawie oraz od 1989 z Teatrem Rozrywki w Chorzowie, gdzie dyrygował m.in. amerykańskimi musicalami Kabaret, The Canterville Ghost, Jesus Christ Superstar, Człowiek z La Manchy, Skrzypek na dachu i Czarnoksiężnik z Oz.
Herter był znanym propagatorem w Polsce dzieł operowych, orkiestrowych i chóralnych zachodnich kompozytorów, takich jak: Bax, Barber, Bernstein, Britten, Copland, Hindemith, Honegger, Martland, Menotti czy Vaughan Williams. Dyrygował polskimi premierami utworów Marcina Błażewicza, Krzesimira Dębskiego, Jacka Grudnia, Witolda Lutosławskiego, Piotra Mossa, Andrzeja Panufnika, Roxanny Panufnik, Michała Spisaka i Zygmunta Stojowskiego. 
Przez 11 lat Herter prowadził mieszany chór Schola Cantorum i kierował założoną przez siebie Kameralną Orkiestrą św. Antoniego. Mimo zakazu władz, organizował koncerty w czasie stanu wojennego w Polsce. 13 grudnia 1981 w kościele św. Antoniego z Padwy w Warszawie Herter poprowadził wykonanie „Mesjasza” Haendla. W koncercie uczestniczyło, poza licznie zgromadzonymi mieszkańcami Warszawy, wielu zagranicznych dyplomatów.  
W 1990 założył i prowadził do końca 2016 Chłopięco-Męski (obecnie Męski) Chór Archikatedry Warszawskiej św. Jana „Cantores Minores”. Pod jego przewodnictwem chór podróżował i występował w kilkunastu krajach, zdobywając liczne nagrody i wyróżnienia w Polsce i za granicą. 
Herter był autorem pierwszej obszernej biografii pianisty i kompozytora Zygmunta Stojowskiego (1870- 1946) pt. „Zygmunt Stojowski: life and music” wydanej w 2007 oraz noty o Stojowskim dołączonej do pierwszego komercyjnego nagrania koncertów fortepianowych tego artysty (2002).  Był również autorem opracowania preludium symfonicznego „Polonia” Edwarda Elgara. Współpracował także z Gregorian Institute of America w Chicago jako redaktor i aranżer chóralny. Przez kilka lat prowadził comiesięczna kolumnę dotycząca wydarzeń muzycznych w magazynie dla turystów "Warszawa – What, When, Where".
W 1999 Prezydent M. St. Warszawy odznaczył Hertera medalem upamiętniającym 400-lecie stołeczności Warszawy, nadawanym osobom i instytucjom, które zasłużyły się Warszawie i jej mieszkańcom. Joseph Herter był także odznaczony m.in. złotą odznaką Mazowieckiego Związku Chórów i Orkiestr, Odznaką „Zasłużony dla Kultury Polskiej”, Srebrnym Krzyżem Zasługi RP, a także Brązowym Medalem „Zasłużony Kulturze Gloria Artis” (2019). Został mu także nadany tytuł Honorowego Dyrygenta i Założyciela Archikatedralnego Chóru Męskiego Cantores Minores, działającego przy bazylice św. Jana w Warszawie.
Zmarł 12 grudnia 2019 w Warszawie.